# Orodrassus assimilis
Orodrassus assimilis är en spindelart som först beskrevs av Banks 1895.  Orodrassus assimilis ingår i släktet Orodrassus och familjen plattbuksspindlar. Inga underarter finns listade i Catalogue of Life.